# 181702 Forcalquier
181702 Forcalquier è un asteroide della fascia principale. Scoperto nel 1988, presenta un'orbita caratterizzata da un semiasse maggiore pari a 2,3392934 UA e da un'eccentricità di 0,2476860, inclinata di 5,07177° rispetto all'eclittica.